# Кароббио, Филиппо
Филиппо Кароббио (итал. Filippo Carobbio; род. 15 октября 1979, Альцано-Ломбардо, Ломбардия) — итальянский футболист, полузащитник; тренер.

## Биография
Кароббио начал свою карьеру в молодёжном составе «Аталанты», потом находился в аренде в клубах Серии C1 и B. В 2000 году переходит в «Варезе». В июне 2002 года возвращается в Бергамо и становится игроком «Альбинолеффе». Вместе с командой он перебирается в Серию B. 25 августа 2005 года Кароббио переходит в клуб Серии A «Реджину», в составе которой дебютирует 11 сентября 2005 года в матче против «Сампдории».
25 января 2007 года осуществляет переход в клуб Серии B «Дженоа» и проводит в нём 8 игр, команда в итоге занимает 3-е место и идёт на повышение, а Кароббио, напротив, вновь становится игроком «Альбинолеффе». В июне 2009 года подписывает трёхлетний контракт с «Бари», но, не сыграв ни одного матча, 31 августа на правах аренды до конца сезона переходит в «Гроссето».